# Apocephalus pluteus
Apocephalus pluteus är en tvåvingeart som beskrevs av Brown 2002. Apocephalus pluteus ingår i släktet Apocephalus och familjen puckelflugor.
Artens utbredningsområde är Venezuela. Inga underarter finns listade i Catalogue of Life.